# Władysław Gurgacz
Władysław Gurgacz, ps. Ojciec, Sem (ur. 2 kwietnia 1914 w Jabłonicy Polskiej, zm. 14 września 1949 w Krakowie) – polski jezuita, uczestnik podziemia niepodległościowego i antykomunistycznego po II wojnie światowej. Kapelan Polskiej Podziemnej Armii Niepodległościowej (PPAN). Stracony w więzieniu Montelupich.

## Życiorys

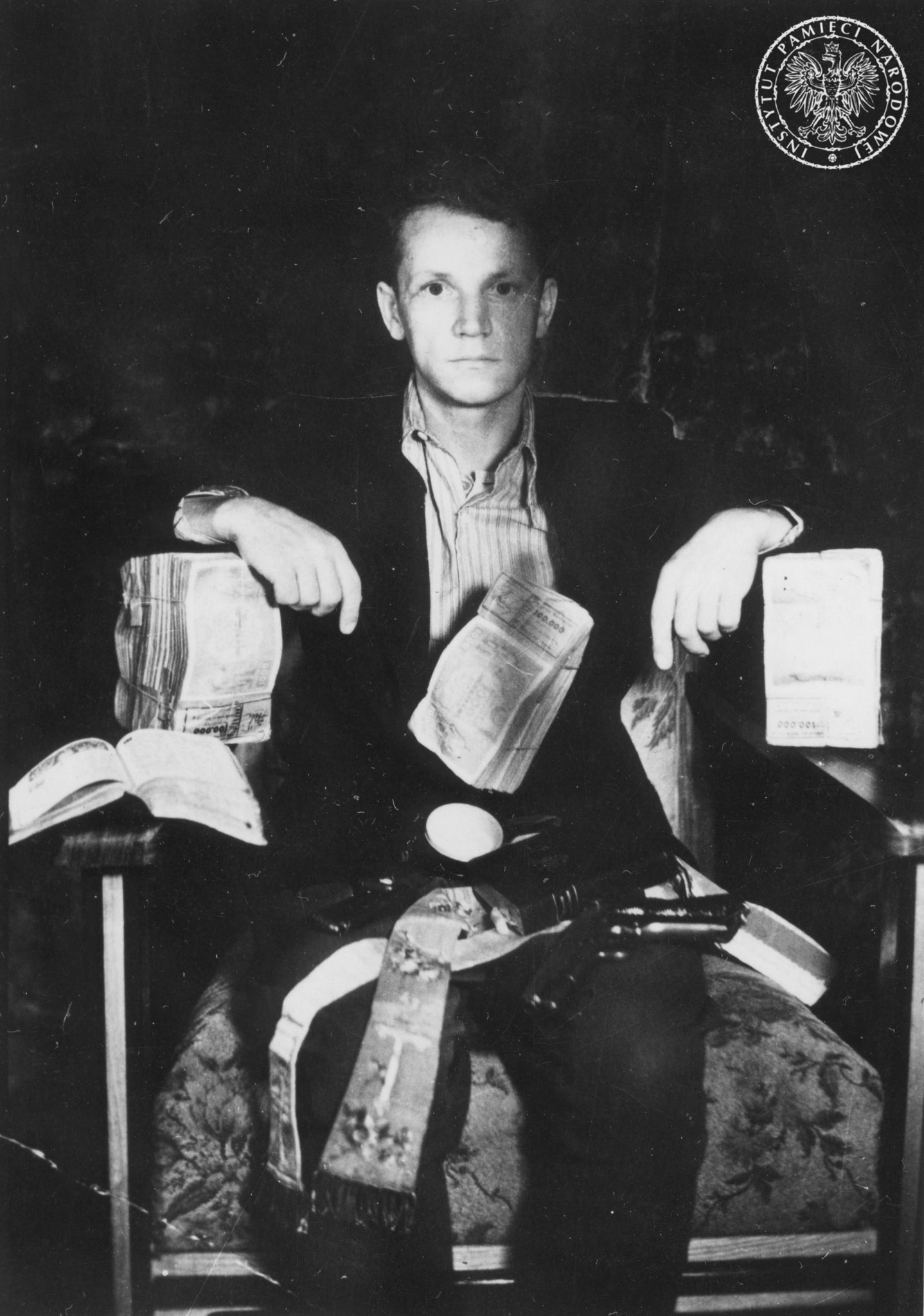
Władysław Gurgacz. Fotografia propagandowa, zainscenizowana przez Urząd Bezpieczeństwa

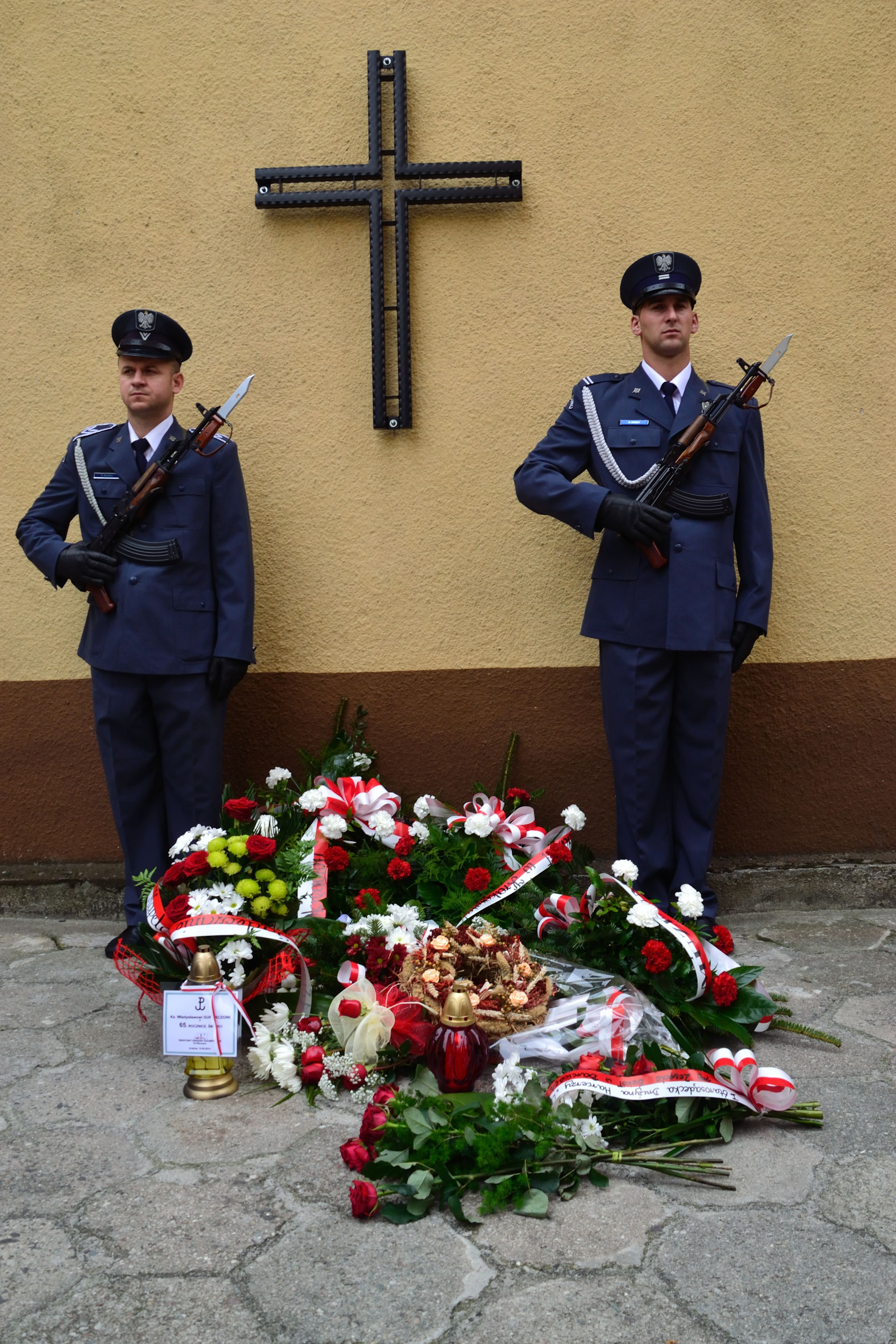
Więzienie „Montelupich” – tu został rozstrzelany ks. Władysław Gurgacz

Był synem Jana i Marii Gurgaczów. Absolwent gimnazjum w Korczynie. W 1931 wstąpił do Towarzystwa Jezusowego w Starej Wsi, a w sierpniu 1942 z rąk bp. Teodora Kubiny otrzymał na Jasnej Górze święcenia kapłańskie. W latach 1945–1947 był kapelanem szpitalnym w Gorlicach, a później (1947–1948) u sióstr służebniczek w Krynicy. Tu wiosną 1948 związał się z oddziałem zbrojnym powstałej jesienią 1947 antykomunistycznej Polskiej Podziemnej Armii Niepodległościowej i był jego kapelanem.

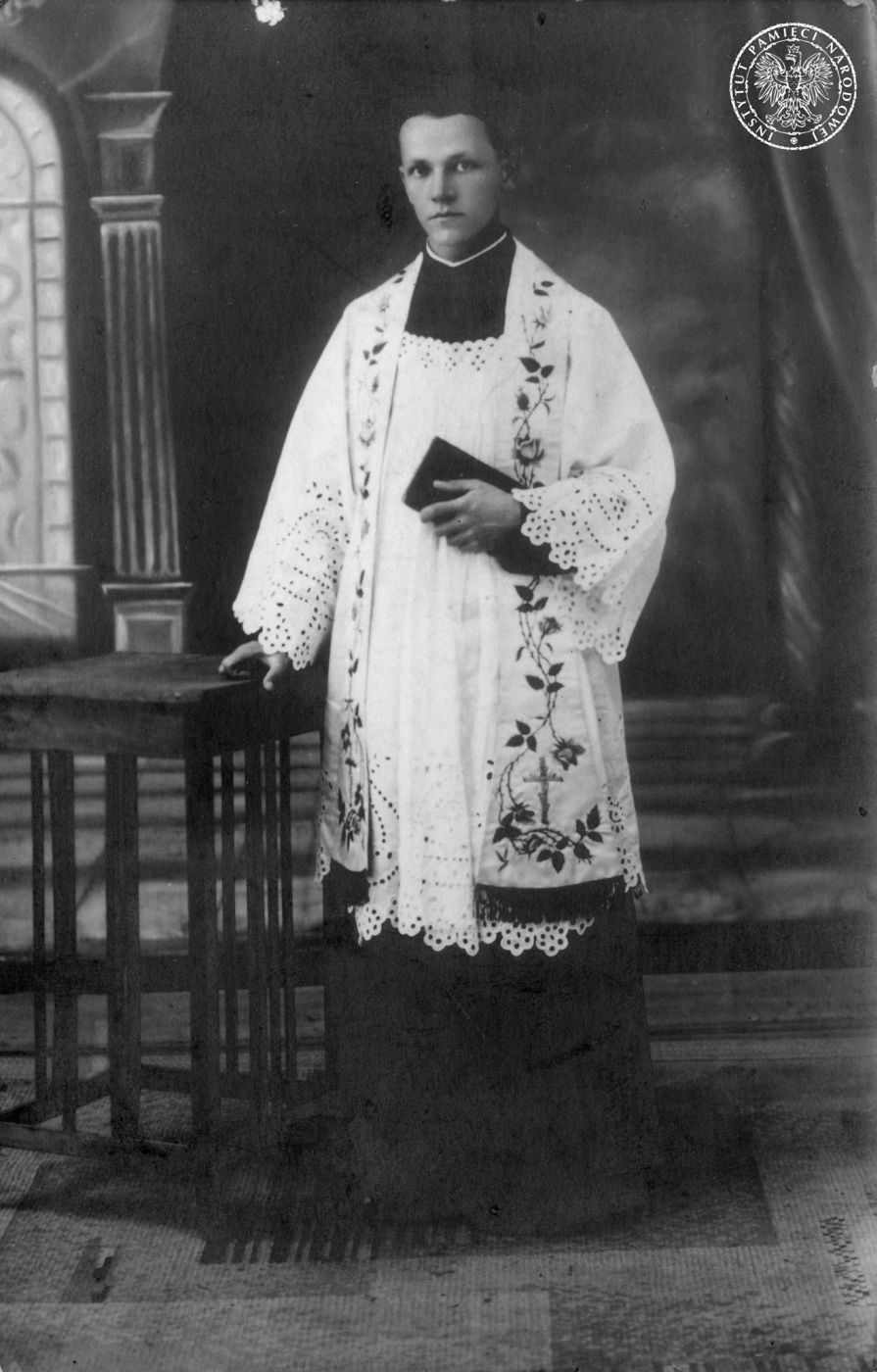
Ks. Władysław Gurgacz po prymicji

2 lipca 1949 został aresztowany przez UB w Krakowie, a następnie w procesie pokazowym przed Wojskowym Sądem Rejonowym w Krakowie, na wniosek prokuratora wojskowego Henryka Ligięzy 13 sierpnia 1949 został skazany w trybie doraźnym na karę śmierci przez sędziów Władysława Stasicę i Ludwika Kiełtykę. Wyrok wykonano 14 września 1949 przez rozstrzelanie na podwórzu więzienia przy ul. Montelupich w Krakowie, według relacji naocznego świadka egzekucji, wykonano ją „strzałem katyńskim”, w tył głowy. Katem wykonującym wyrok był prawdopodobnie Władysław Szymaniak, w protokole określony jako „dowódca plutonu egzekucyjnego”.
Symboliczny grób ks. Władysława Gurgacza znajduje się na Cmentarzu wojskowym przy ul. Prandoty w Krakowie (kwatera LXXXII, rząd 3, miejsce 52).
Zrehabilitowany został 20 lutego 1992.
3 grudnia 2019 zidentyfikowano szczątki ks. Władysława Gurgacza odnalezione w październiku 2018 podczas prac ekshumacyjnych na Cmentarzu Rakowickim.
14 września 2021 spoczął w nowej Kwaterze Wojennej Żołnierzy Podziemia Niepodległościowego 1939–1963 na cmentarzu przy ul. Prandoty w Krakowie.

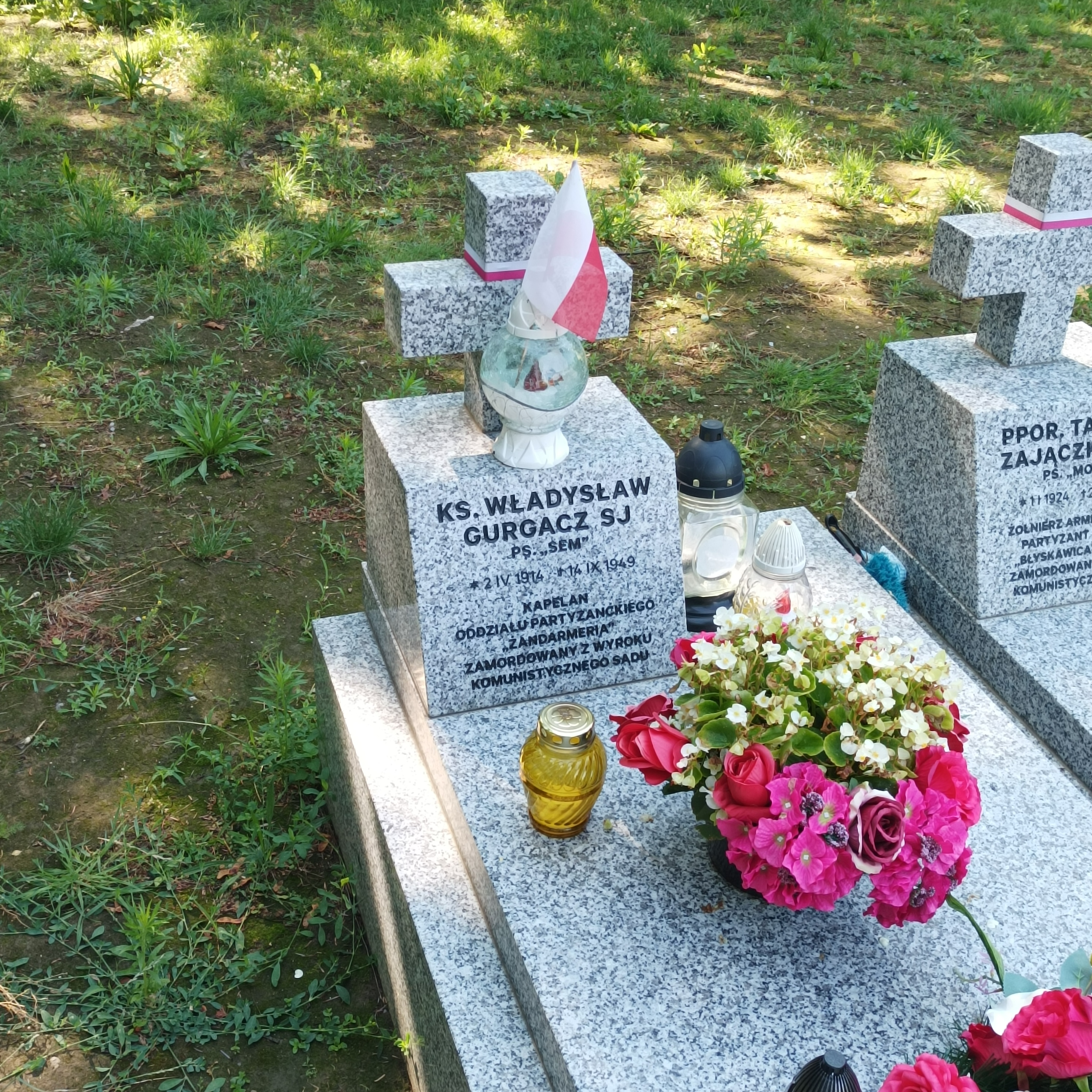
Grób ks. Władysława Gurgacza na cmentarzu wojskowym przy ul. Prandoty w Krakowie

## Ordery i odznaczenia
Postanowieniem 9 listopada 2007 r. za wybitne zasługi dla niepodległości Rzeczypospolitej Polskiej został odznaczony pośmiertnie przez prezydenta RP Lecha Kaczyńskiego Krzyżem Komandorskim Orderu Odrodzenia Polski. Przekazanie orderu nastąpiło 14 czerwca 2008 r.

## Upamiętnienie
- W miejscowości Łabowa w 2019 został odsłonięty pomnik upamiętniający ks. Władysława Gurgacza.
- Film Gurgacz. Kapelan Wyklętych wszedł na ekrany w 2018. Reżyserem i autorem scenariusza był Dariusz Walusiak[10].
- Jego imieniem nazwano ulice w Krakowie na Grzegórzkach[11], w Nowym Sączu (Dęblina)[12], w Warszawie[13] w Krynicy-Zdroju przy kościele pod wezwaniem św. Antoniego Padewskiego[14] oraz w Żeleźnikowej Wielkiej.
- Drużyną harcerską noszącą imię ks. Gurgacza jest 1 Starosądecka Drużyna Harcerzy „Leśni” ZHR.
- Na Hali Łabowskiej w Beskidzie Sądeckim znajduje się obelisk postawiony ku jego czci, przy którym corocznie spotykają się byli żołnierze Armii Krajowej i PPAN[15].
- Tablice poświęcone pamięci ks. Władysława Gurgacza i poległym członkom PPAN znajdują się w kościele NSPJ w Nowym Sączu oraz w kościele św. Antoniego w Krynicy-Zdroju.
- 2 listopada 2010 w Krakowie na murze więzienia przy ul. Montelupich odsłonięto tablicę upamiętniającą jego i innych działaczy organizacji niepodległościowych zamordowanych w latach 1945–1956 w tym więzieniu[16].
- W 2003 bursa jezuitów przy w ul. św. Ducha 2 w Nowym Sączu otrzymała imię ks. Władysława Gurgacza SI, a na budynku bursy, 18 października 2003, odsłonięto tablicę pamiątkową o następującej treści:

Ksiądz Władysław Gurgacz, Jezuita, kapelan Polskiej Podziemnej Armii Niepodległościowej (PPAN). Stracony zbrodniczym wyrokiem sądowym władz komunistycznych w Krakowie 14 września 1949 r. w 35 roku życia, 7 roku kapłaństwa i 18 życia zakonnego. Służył Bogu, Ojczyźnie i człowiekowi. Anno Domini 2003

- Poczta Polska wyemitowała 1 marca 2020 roku znaczek pocztowy o nominale 3,30 złotych upamiętniający osobę o. Gurgacza. Znaczek stanowi kolejną edycję z okazji Narodowego Dnia Pamięci „Żołnierzy Wyklętych”. Znaczek przedstawia ryngraf kapłana z wizerunkiem Matki Boskiej Częstochowskiej i polskim orłem. Na przywieszce znajduje się fotografia portretowa w sutannie i płaszczu. Projekt znaczka przygotowała Marzanna Dąbrowska. Druk wykonano techniką offsetową na papierze fluorescencyjnym, w nakładzie 90 tys. sztuk[17].
- W kościele św. Stanisław bpa w Tęgoborzy, 17 września 2023 r. została odsłonięta tablica upamiętniającej ks. Władysława Gurgacza, który przez chorobę w roku 1947 (lipiec - wrzesień) mieszkał na starej plebanii w tej miejscowości. Tablica powstała z inicjatywy Fundacji „Osądź mnie, Boże” im. ks. Władysława Gurgacza a sfinansował Instytut Pamięci Narodowej o następującej treści[18][19]:

PRO MEMORIA KS. WŁADYSŁAW GURGACZ SJ PS. „OJCIEC”, „SEM” 1914-1949 KAPELAN DZIAŁAJĄCEGO W BESKIDZIE SĄDECKIM ODDZIAŁU ŻANDARMERIA POLSKIEJ PODZIEMNEJ ARMII NIEPODLEGŁOŚCIOWCÓW ZA WIERNOŚĆ OJCZYŹNIE ZAMORDOWANY PRZEZ KOMUNISTÓW 14 WRZEŚNIA 1949 W WIĘZIENIU PRZY ULICY MONTELUPICH W KRAKOWIE OD LIPCA DO WRZEŚNIA 1947 POSŁUGIWAŁ W TEJ PARAFII Fundacja „Osądź mnie, Boże” im. ks. Władysława Gurgacza Instytut Pamięci Narodowej 2023

- Zbiory pamiątek po o. Władysławie Gurgaczu – obrazy olejne i akwarele jego autorstwa, własnoręcznie zdobiona stuła, krzyżyk nowicjacki, kielich, patena, ryngraf oraz tabliczka nagrobna z pierwszego grobu zamordowanego kapłana – prezentowane są na stałej ekspozycji Muzeum Towarzystwa Jezusowego Prowincji Polski Południowej w Starej Wsi.
- W maju 2023 kościelne władze zatwierdziły modlitwę o beatyfikację ks. Władysława Gurgacza[18].
- W listopadzie 2024 Narodowy Bank Polski wyemitował upamiętniającą Gurgacza srebrną monetę kolekcjonerską o nominale 10 złotych należącą do serii „Wyklęci przez komunistów żołnierze niezłomni”[20].

## Galeria

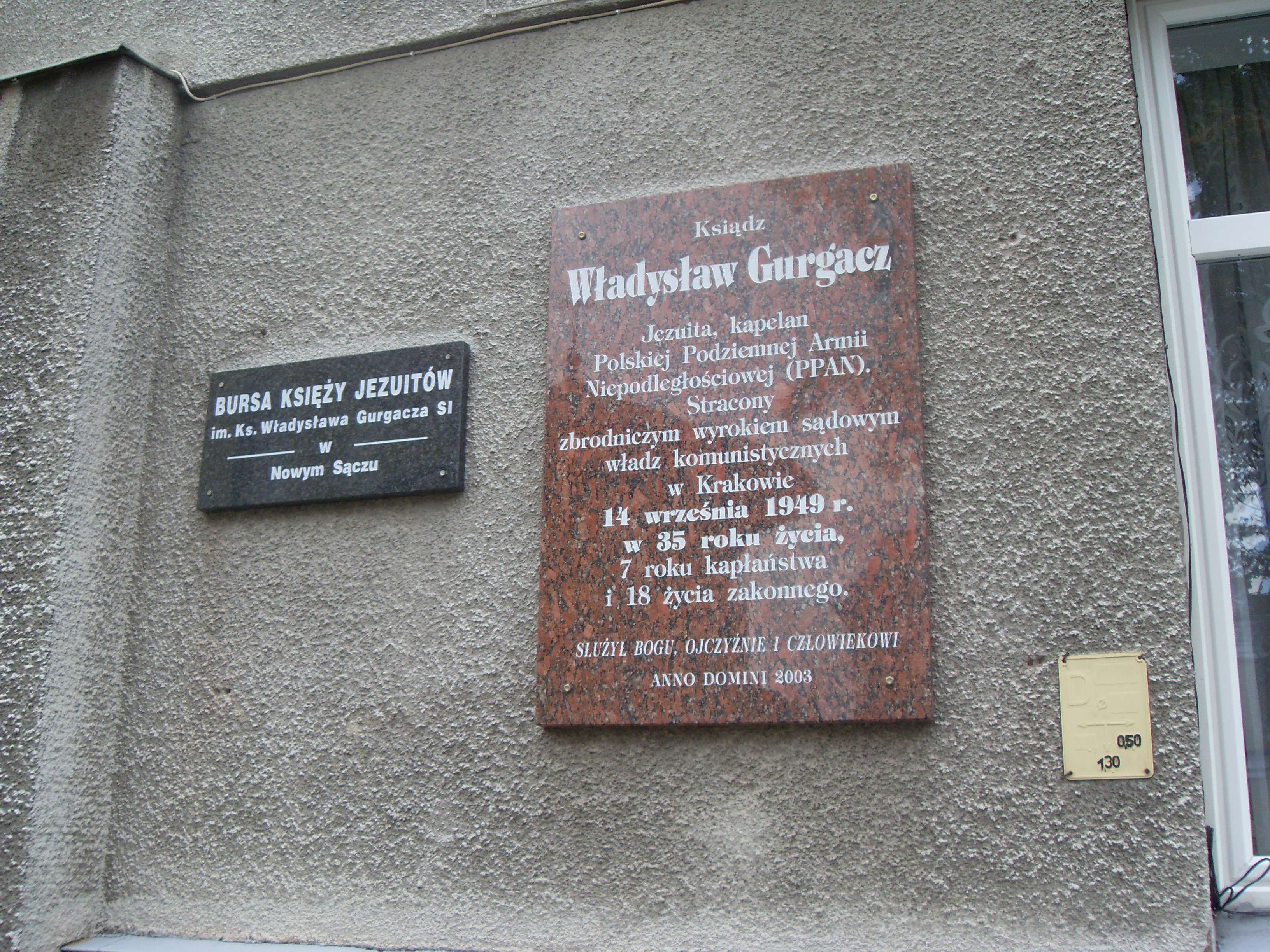
Tablica ku czci ks. W. Gurgacza na Bursie Jezuitów w Nowym Sączu
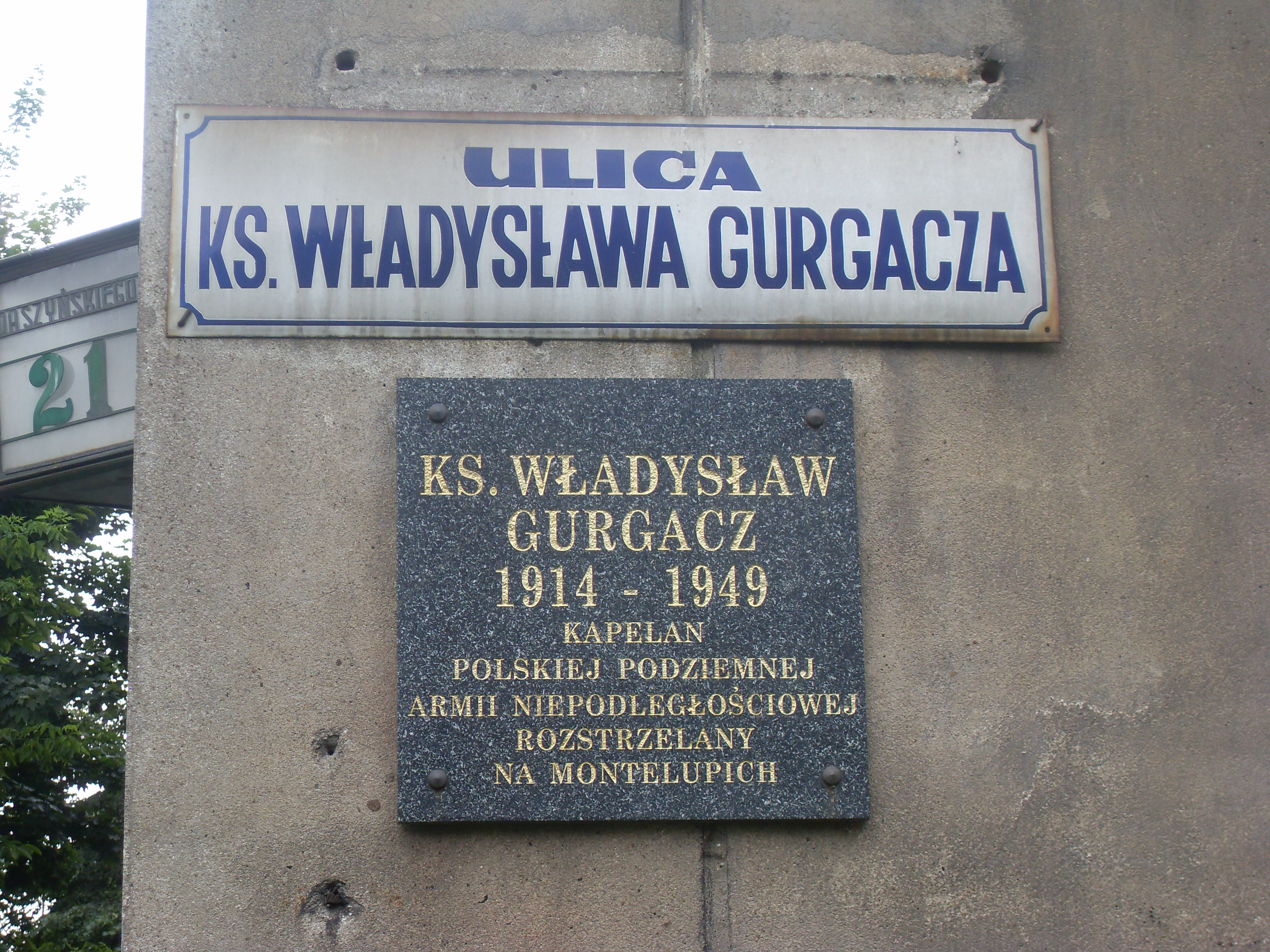
Ulica ks. Władysława Gurgacza w Krakowie
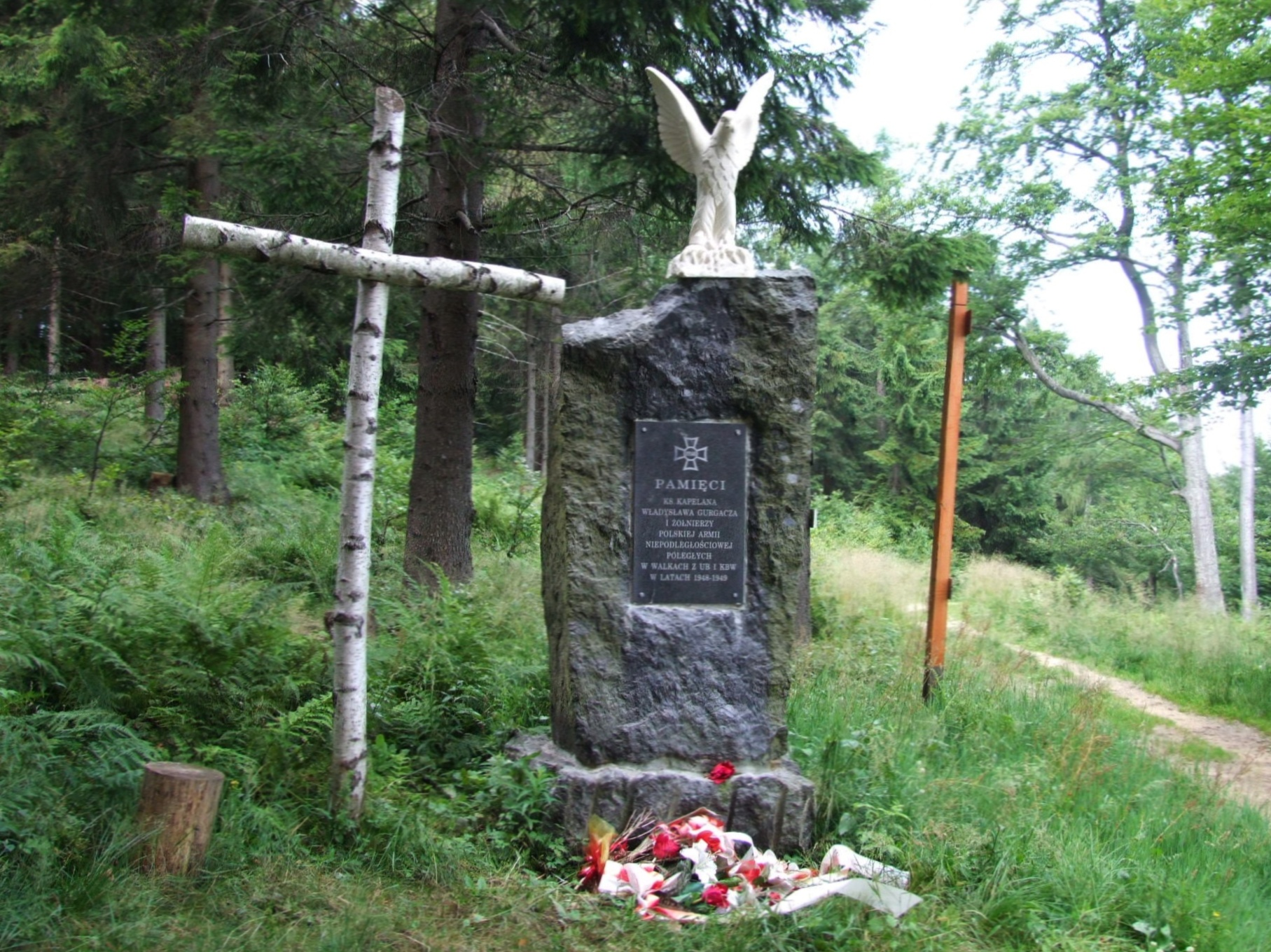
Obelisk Wł. Gurgacza na Łabowskiej Hali
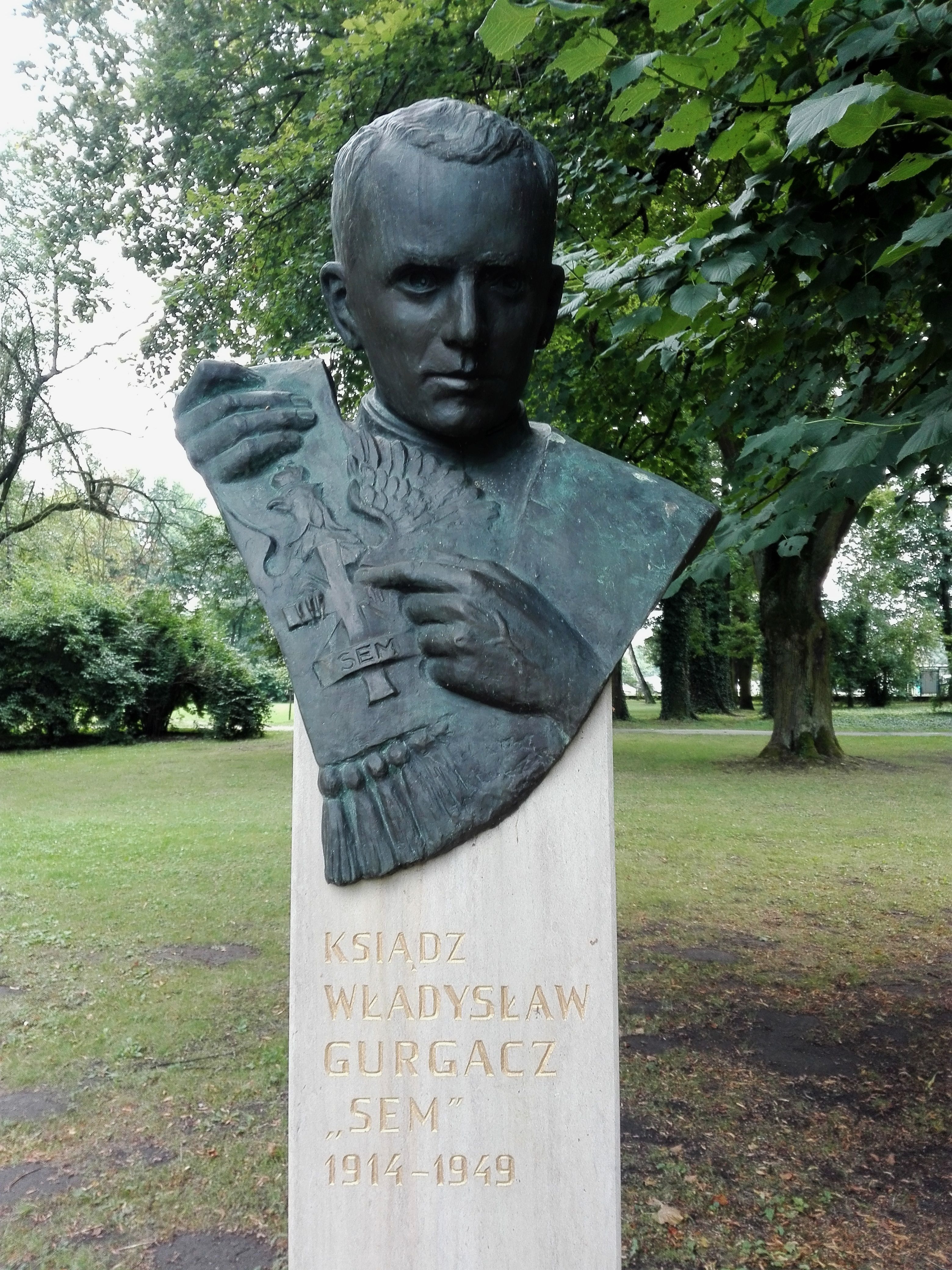
Pomnik ks. W. Gurgacza w krakowskim Parku Jordana
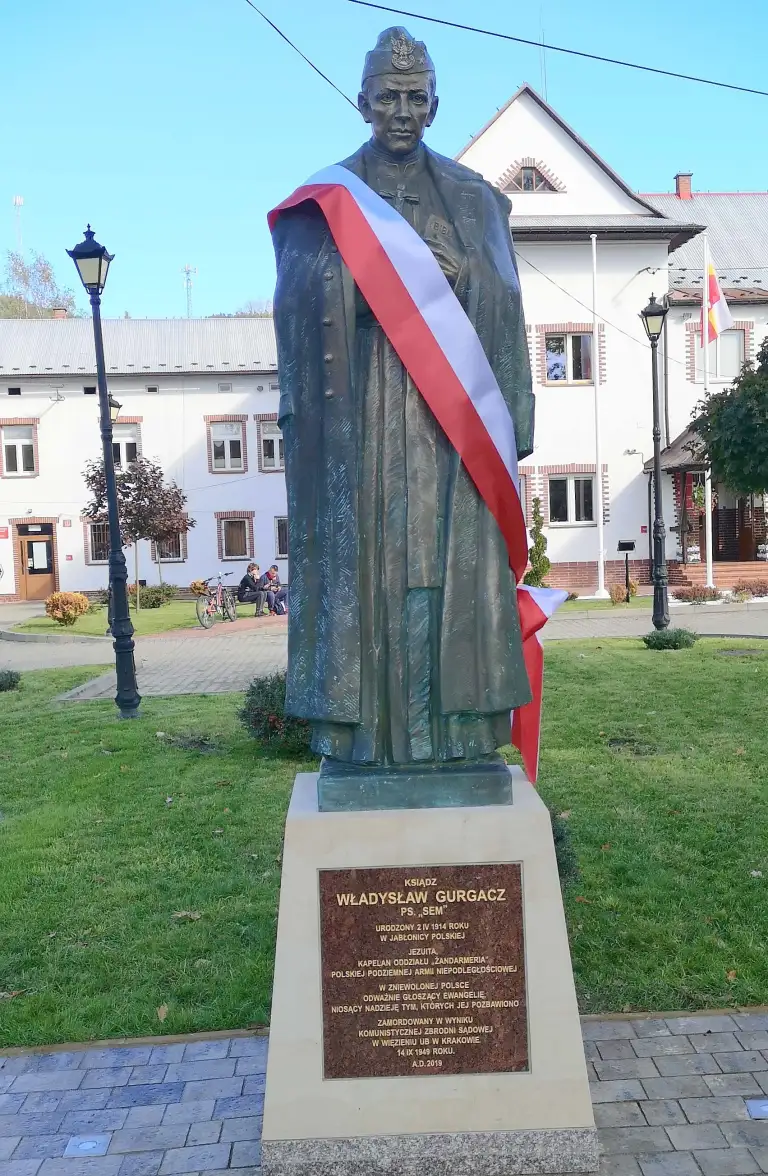
Pomnik w Łabowej, odsłonięty 11 października 2019
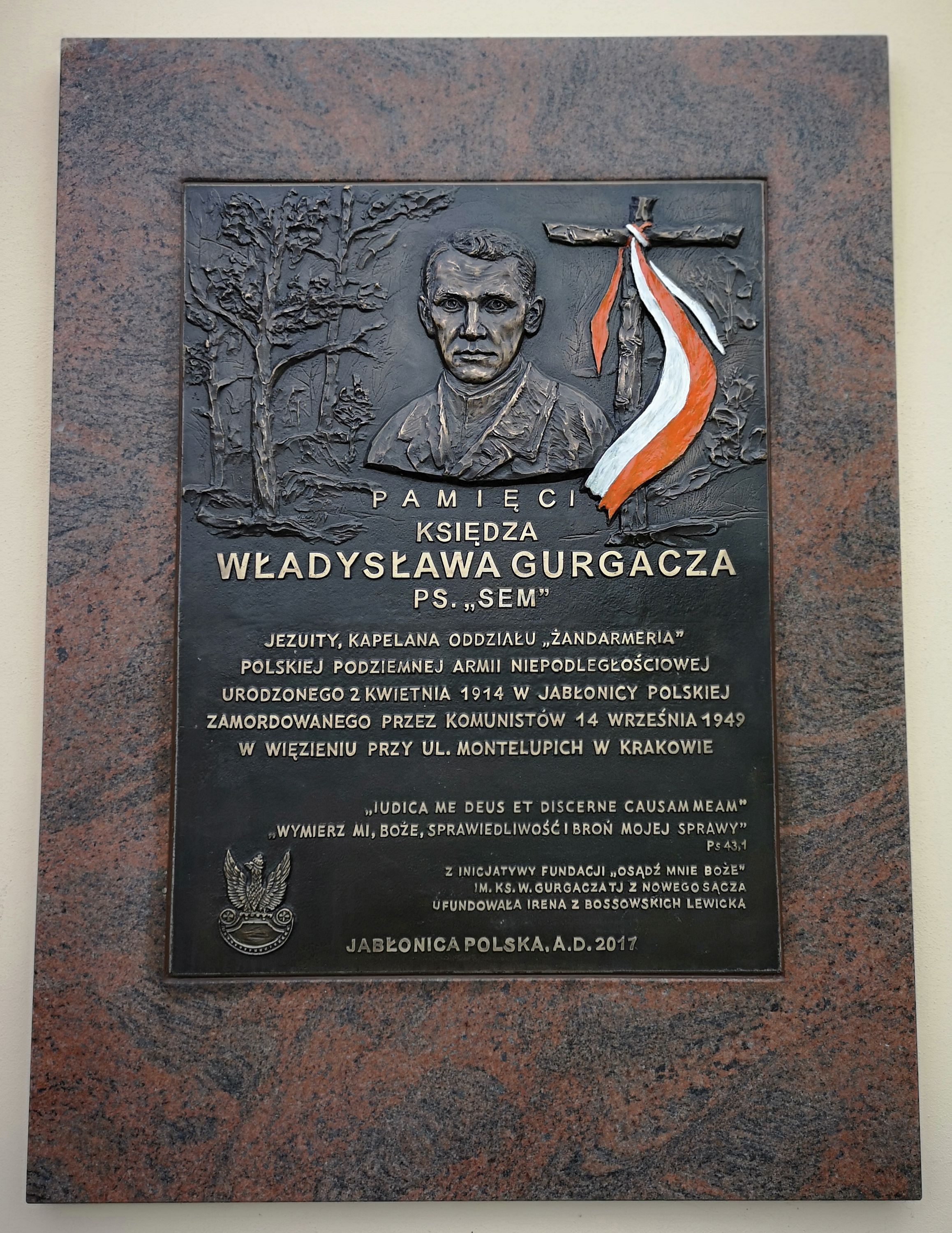
Tablica pamięci w Jabłonicy Polskiej
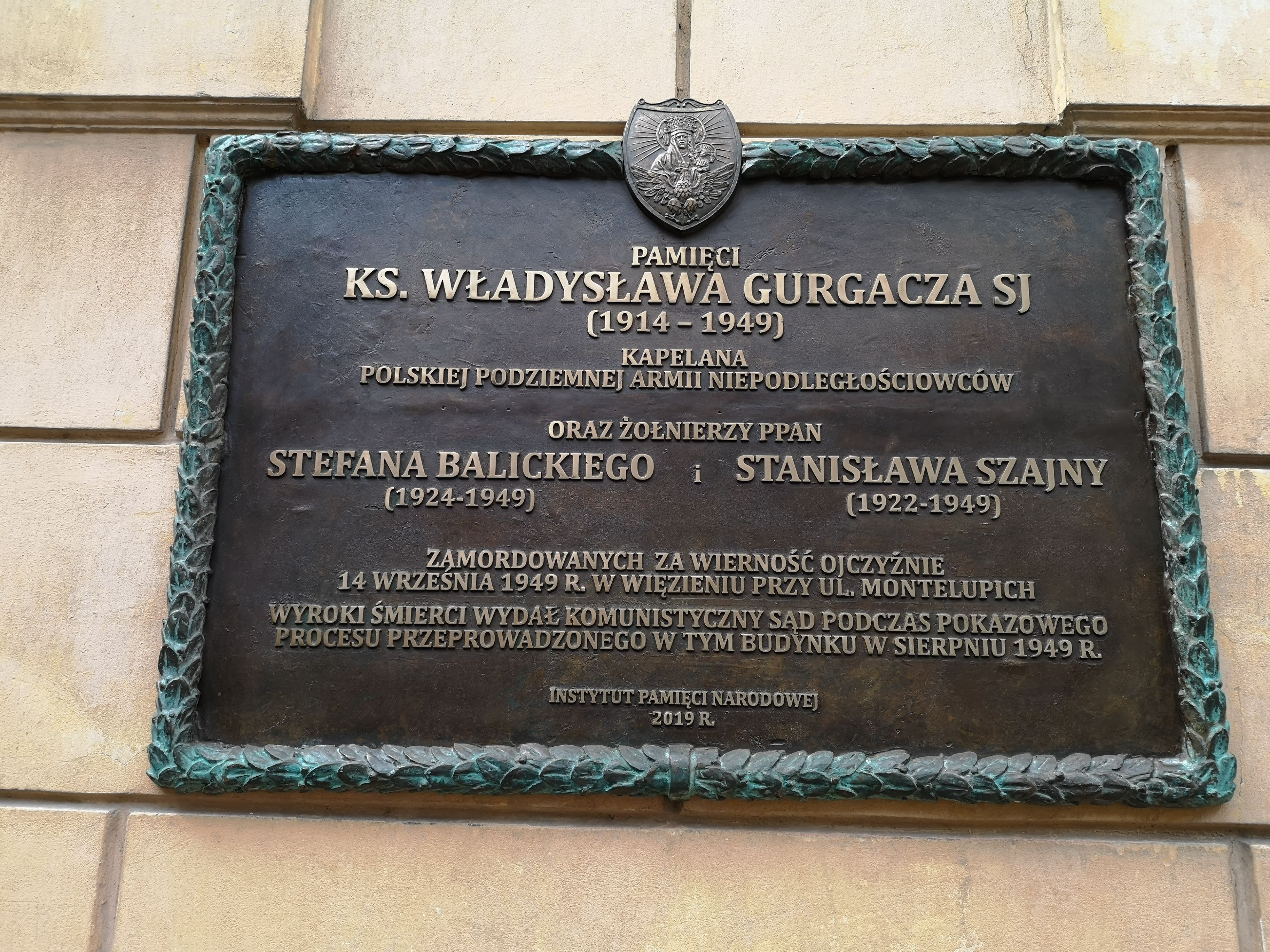
Tablica na ul. Senackiej 3 w Krakowie – tam, gdzie został skazany na śmierć